# Villavallelonga
Villavallelonga é uma comuna italiana da região dos Abruzos, província de Áquila, com cerca de 1 004 habitantes. Estende-se por uma área de 73 km², tendo uma densidade populacional de 14 hab/km². Faz fronteira com Balsorano, Campoli Appennino (FR), Collelongo, Lecce nei Marsi, Pescasseroli, Pescosolido (FR).

## Demografia
| Variação demográfica do município entre 1861 e 2011                               |
|                                                                                   |
| Fonte: Istituto Nazionale di Statistica (ISTAT) - Elaboração gráfica da Wikipedia |